# جون إي. موراي جونيور
جون إي. موراي جونيور (بالإنجليزية: John E. Murray, Jr.)‏ هو محامي أمريكي، ولد في 20 ديسمبر 1932 في فيلادلفيا في الولايات المتحدة، وتوفي في 11 فبراير 2015 في بيتسبرغ في الولايات المتحدة.